# Sulayman Saho (Politiker)
Sulayman Saho (* 18. Februar 1980) ist ein gambischer Politiker.

## Leben
| Parlamentswahl | Stimmen | Stimmanteil |
| -------------- | ------- | ----------- |
| 2017           | 3.267   | 67,86 %     |
| 2022           | 3.766   | 54,50 %     |

Sulayman Saho trat bei der Wahl zum Parlament 2017 als Kandidat der United Democratic Party (UDP) im Wahlkreis Central Baddibu in der Kerewan Administrative Region an. Mit 67,86 % konnte er den Wahlkreis vor Momodou Lamin Jobe (GDC) für sich gewinnen.
Bei den Parlamentswahlen 2022 erreichte Saho als UDP-Kandidat erneut die meisten Stimmen in seinem Wahlkreis und wurde Mitglied der 6. Gambischen Nationalversammlung.